# الکساندر ویلوپولسکی
الکساندر ویلوپولسکی (لهستانی: margrabia; ۱۳ مارس ۱۸۰۳ – ۱۵ دسامبر ۱۸۷۷) اشراف‌زاده، زمیندار و دیپلمات اهل لهستان بود. او سیزدهمین ارباب و خان پینگچوف بود و سال ۱۸۶۲ از سوی الکساندر دوم به عنوان رئیس اداره عمران لهستان در امپراتوری روسیه منصوب شد.